# Coleraine
Coleraine (irl. Cúil Raithin; 24 089 ab. nel 2001) è una città del Regno Unito, capoluogo dell'omonimo distretto nordirlandese; appartiene alla contea storica di Londonderry.
Si trova nei pressi dell'estuario del fiume Bann, a circa 85 km a nord-ovest di Belfast, e a 40 km a est dell'aeroporto di Londonderry.

## Sport

### Calcio
La squadra principale della città è il Coleraine.